# Tears (森下由実子の曲)
「Tears」（ティアーズ）は、森下由実子の楽曲で、「遠藤由美子」から改名後1枚目のシングル。1993年8月18日にZAIN RECORDSから発売。
表題曲は、TBS系『COUNT DOWN TV』オープニングテーマ。カップリング曲は、TBS系『天に代わりて嫁を討つ』テーマソング。

## 収録曲
- 全作詞:向井玲子

1. Tears
作曲:川島だりあ　編曲:明石昌夫
2. 恋と理屈
作曲:大槻啓之　編曲:池田大介
3. Tears (inst.)

## 参加ミュージシャン
- 鈴木英俊 - ギター
- 増崎孝司（DIMENSION） - ギター
- 小澤正澄 - ギター
- 明石昌夫 - ベース、シンセサイザー
- 池田大介 - キーボード

## 収録アルバム
オリジナル
- 『KICK OFF』 (#1,2)

コンピレーション
- 『COUNTDOWN BEING』 (#1)